# Monniketille
Monniketille (Fries: Mûntsetille) is een streeknaam en buurtschap in de gemeente Achtkarspelen, in de Nederlandse provincie Friesland. De buurtschap ligt ten zuidwesten van Buitenpost en ten noordoosten van Kootstertille. De buurtschap ligt aan de gelijknamige doodlopende weg. Deze weg was oorspronkelijk niet doodlopend; een pad verbond de weg met de Kleiweg, nu Nonnenpaed.
De buurtschap is als een veenkolonie ontstaan bij de plek waar een brug lag waarvan de monniken van Buweklooster gebruik maakten. Deze brug over het Diep, later Kolonelsdiep bestaat niet meer. Het was eigenlijk een schutsluis, een van de drie die na de aanleg van het kanaal werden aangelegd. Bij Monniketille werd deze Blankenburg genoemd. Er werd ook een tijdlang tol geheven.
Tot 1959 viel de buurtschap onder het dorpsgebied van Drogeham.
Dorpen: Augustinusga · Boelenslaan · Buitenpost · Drogeham · Gerkesklooster · Harkema · Kootstertille · Stroobos · Surhuisterveen · Surhuizum · Twijzel · Twijzelerheide

Buurtschappen: Barghiem · Blauwhuis · Blauwverlaat · Buweklooster · Buwetille · De Kooten · De Laatste Stuiver · Dijkhuizen · Egypte · Gerben Allesverlaat · Hamsterpein · Hamshorn · Hiltjemoeiswouden · Jachtveld · Kortwoude · Kuikhorne (deels) · Lutkepost · Monniketille · Ophuis · Opperkooten · Rohel · Roodeschuur · Surhuizumer Mieden · Uitland · Vierhuizen · Westerend · Wildpad (deels) · Wildveld

Friesland: Steden en dorpen      Nederland: Provincies · Gemeenten